# Hugo Duval
Pour les articles homonymes, voir Duval.
Hugo Duval, de son nom civil Luciano Hugo Giurbino, est un chanteur de tango argentin né à Buenos Aires le 13 décembre 1928 et décédé le 22 août 2003. Sa carrière fut très liée à celle du compositeur et chef d'orchestre Rodolfo Biagi, avec qui il réalisa ses plus grands succès,.